# Rechenreinigungsmaschine
Rechenreinigungsmaschinen sind Geräte zur mechanischen Entfernung von angeschwemmtem Material an Treibgutrechen.

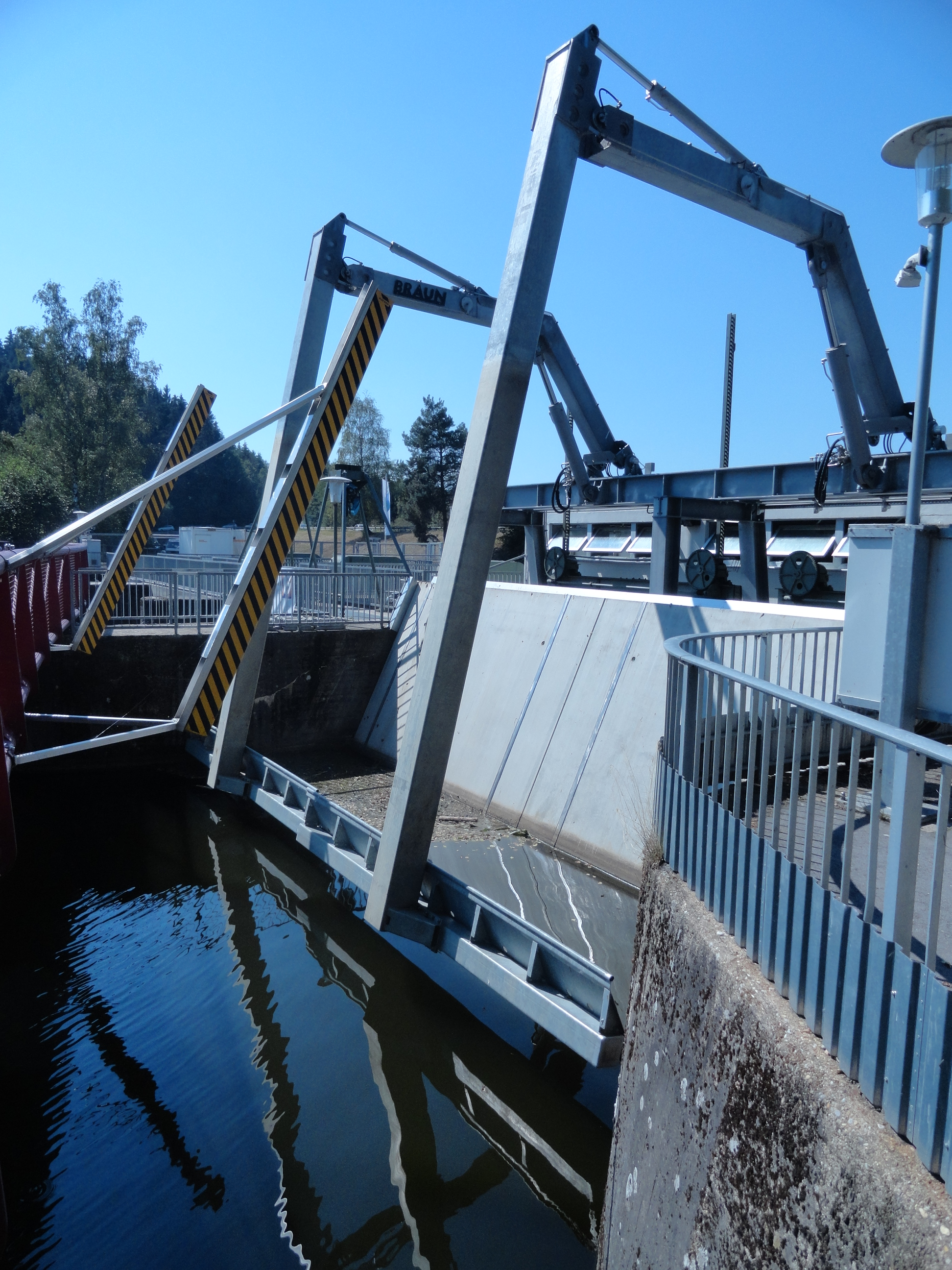
Zwei stationäre Knickarmrechenreinigungsmaschinen nebeneinander angeordnet

Treibgut an den Einlaufrechen von Wasserbauwerken wie Kläranlagen oder Kraftwerken führt zu Funktionseinschränkungen oder Leistungsreduzierung. Deshalb ist eine regelmäßige Reinigung der Treibgutrechen notwendig. Die Entfernung des Treibguts erfolgt mit manuellen Harken oder maschinell. Rechenreinigungsmaschinen werden stationär oder fahrbar ausgeführt. Häufige Ausführungsformen sind Teleskop-Rechenreinigungsmaschinen oder Knickarmrechenreinigungsmaschinen. Das Rechengut wird häufig in Rinnen oberhalb der Treibgutrechen gesammelt und anschließend entsorgt.